# Boreham
Pour les articles homonymes, voir Boreham (homonymie).
Boreham est un village et une paroisse civile de l'Essex, en Angleterre. Il est situé à environ 6 km au nord de Chelmsford.

## Histoire
Le village est mentionné dans le Domesday Book sous le nom de Borham.
Dans les années 1930, Henry Ford achète la propriété de Boreham House et les 3000 acres qui l'entourent. Le président de la branche britannique de Ford, Lord Perry (en), convertit le manoir en école pour les mécaniciens de Ford et fonde le Henry Ford Institute of Agricultural Engineering, une école d'agriculture.

## Géographie
Le village est situé dans une région doucement vallonnée, sur une voie romaine qui correspond à l'actuelle A12 (Angleterre) (en), au nord de la Chelmer. Il possède une église normande et un pub du XVe siècle.
La Great Eastern Main Line de Chelmsford à Colchester traverse le village, mais les trains ne s'y arrêtent plus depuis les années 1960. Une voie de contournement a été construite dans les années 1970, le long de l'A12.

## Lieux notables

### New Hall School et Boreham House
L'école catholique de New Hall School (en) est située juste à l'extérieur du village.

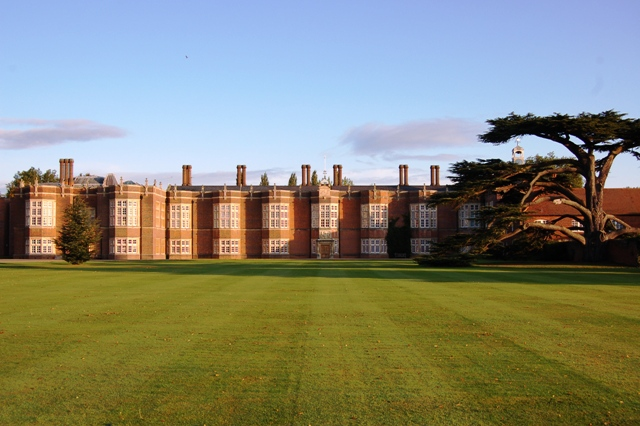
New Hall School.

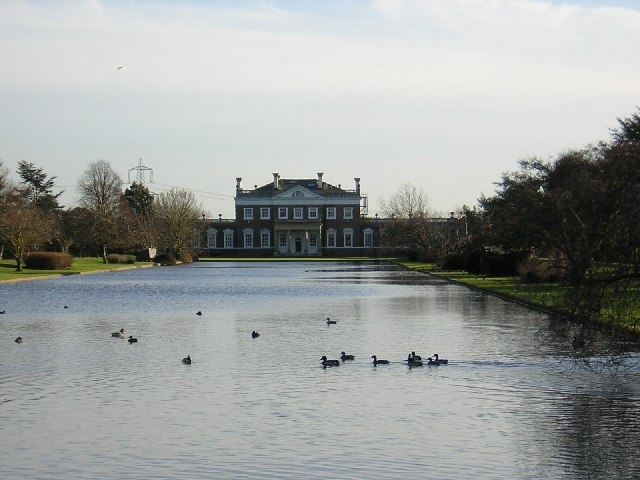
Boreham House.

En 1062, les chanoines de l'abbaye de Waltham reçoivent les terres du manoir de Walhfare. Après divers changements de propriétaire, la Couronne concède le terrain au comte d'Ormond (en) en 1491. Il abrite alors une demeure nommée New Hall. En 1517, Thomas Boleyn vend New Hall au roi Henri VIII. Celui-ci reconstruit la demeure en briques pour 17 000 livres, une somme considérable, et la rebaptise « palais de Beaulieu ». Par la suite, le palais (qui reprend rapidement son ancien nom) passe dans la famille Tyrell, puis dans la famille Hoare.
En 1727, Benjamin Hoare charge l'architecte Henry Flitcroft de construire une nouvelle demeure non loin. Boreham House est aujourd'hui un monument classé.

### L'aérodrome
En 1943, une forêt proche du village est rasée pour permettre la construction d'un aérodrome militaire. Les trois pistes de RAF Boreham (en), longues de 1 600 m, sont ouvertes l'année suivante. Après la guerre, elles sont reconverties en circuit de course, utilisé pour des compétitions de 1949 à 1952 et racheté par Ford en 1955 pour servir de champ d'essai. Une partie de la piste a disparu pour faire place à une carrière de gravier, mais elle continue à être utilisée par Ford Motorsport, qui s'est établi à Boreham en 1963. L'aérodrome de Boreham est également utilisé par la police aérienne de l'Essex depuis 1990, et le service d'ambulances aériennes de l'Essex y était basé de 1997 à 2010.